# Siarhiej Szundzikau
Siargei Szundzikau (ur. 10 lipca 1981) – białoruski judoka, wicemistrz świata, mistrz i wicemistrz Europy. 
Największym sukcesem zawodnika jest srebrny medal podczas mistrzostw świata w Rotterdamie w 2009 roku oraz mistrzostwo Europy w 2006 roku w kategorii wagowej do 81 kg. W 2007 roku zdobył srebrny medal mistrzostw Europy, przegrywając w finale z Robertem Krawczykiem.